# Bermuda Bowl
Bermuda Bowl es el nombre con el cual se conoce al campeonato mundial de Bridge por equipos, organizado por la Federación Mundial de Bridge (WBF).
La competencia, considerada como la más importante en el Bridge, fue llamada así debido a que en 1950 se hizo por primera vez en Hamilton, en la colonia británica de Bermuda. Inicialmente, competían las grandes potencias del Bridge, como lo eran los Estados Unidos, el Reino Unido, y una selección de jugadores del resto de Europa.
Después de la primera versión, las siguientes fueron competencias entre Estados Unidos y el campeón europeo, pero desde 1958, empezó a ser una competencia con los mejores equipos del mundo.
Actualmente se juega cada dos años, con la participación de 22 equipos: 7 de Europa, 3 de Norteamérica, 2 de Suramérica, 1 de Centroamérica, 5 de Asia y 2 de Oceanía. Estados Unidos presenta dos equipos en el torneo (USA1 y USA2).
Paralelamente al Bermuda Bowl se juega, con formato análogo, la Venice Cup, campeonato mundial femenino por equipos, y el Senior Bowl, campeonato mundial senior.

## Ganadores del Bermuda Bowl
| Año  | Sede                    | Número de participantes | Campeón / Subcampeón |
| ---- | ----------------------- | ----------------------- | --- |
| 1950 | Hamilton, Bermuda       | 3                       | USA (John Crawford, Charles Goren, George Rapee, Howard Schenken, Sidney Silodor, Samuel Stayman, Julius Rosenblum CNG)                                       |
| 1950 | Hamilton, Bermuda       | 3                       | Gran Bretaña (Leslie Dodds, Nico Gardener, Kenneth Konstam, Joel Tarlo, Louis Tarlo, Maurice Harrison-Gray PC)                                                |
| 1951 | Nápoles, Italia         | 2                       | USA (B. Jay Becker, John Crawford, George Rapee, Howard Schenken, Samuel Stayman, Julius RosenblumCNG)                                                        |
| 1951 | Nápoles, Italia         | 2                       | Italia (Paolo Baroni, Eugenio Chiaradia, Pietro Forquet, Mario Franco, Augusto Ricci, Guglielmo Siniscalco, Carl' Alberto PerrouxNPC)                         |
| 1953 | Nueva York, USA         | 2                       | USA (B. Jay Becker, John Crawford, Theodore Lightner, George Rapee, Howard Schenken, Samuel Stayman, Joseph Cohan CNG)                                        |
| 1953 | Nueva York, USA         | 2                       | Suecia (Gunnar Anulf, Rudolf Kock, Robert Larsen, Nils-Olaf Lilliehook, Jan Wohlin, Einar WernerPC)                                                           |
| 1954 | Montecarlo, Mónaco      | 2                       | USA (Clifford Bishop, Milton Ellenby, Lewis Mathe, Don Oakie, William Rosen, Douglas Steen, Benjamin Johnson CNG)                                             |
| 1954 | Montecarlo, Mónaco      | 2                       | Francia (Jacques Amouraben, René Bacherich, Jean Besse - Switzerland, Pierre Ghestem, Marcel Kornblum, Karl Schneider - Austria)                              |
| 1955 | Nueva York, USA         | 2                       | Gran Bretaña (Leslie Dodds, Kenneth Konstam, Adam Meredith, Jordanis Pavlides, Terence Reese, Boris Schapiro, Reginald Corwen CNG)                            |
| 1955 | Nueva York, USA         | 2                       | USA (Cliford Bishop, Milton Ellenby, Lewis Mathe, John Moran, William Rosen, Alvin Roth, Peter Leventritt CNG)                                                |
| 1956 | París, Francia          | 2                       | Francia (René Bacherich, Pierre Ghestem, Pierre Jaïs, Roger Lattes, Bertrand Romanet, Roger Trezel, Robert de Nexon CNG)                                      |
| 1956 | París, Francia          | 2                       | USA (Myron Field, Charles Goren, Lee Hazen, Richard Kahn, Charles Solomon, Samuel Stayman, Jeff Glick CNG)                                                    |
| 1957 | Nueva York, USA         | 2                       | Italia (Massimo d'Alelio, Walter Avarelli, Giorgio Belladonna, Eugenio Chiaradia, Pietro Forquet, Guglielmo Siniscalco, Carl' Alberto Perroux CNG)            |
| 1957 | Nueva York, USA         | 2                       | USA (Charles Goren, Boris Koytchou, Peter Leventritt, Harold Ogust, William Seamon, Helen Sobel, Rufus L. Miles Jr. CNG)                                      |
| 1958 | Como, Italia            | 3                       | Italia (Massimo d'Alelio, Walter Avarelli, Giorgio Belladonna, Eugenio Chiaradia, Pietro Forquet, Guglielmo Siniscalco, Carl' Alberto Perroux CNG)            |
| 1958 | Como, Italia            | 3                       | USA (B. Jay Becker, John Crawford, George Rapee, Alvin Roth, Sidney Silodor, Tobias Stone, J.G. Ripstra CNG)                                                  |
| 1959 | Nueva York, USA         | 3                       | Italia (Massimo d'Alelio, Walter Avarelli, Giorgio Belladonna, Eugenio Chiaradia, Pietro Forquet, Guglielmo Siniscalco, Carl' Alberto Perroux CNG)            |
| 1959 | Nueva York, USA         | 3                       | USA (Harry Fishbein, Sam Fry Jr., Leonard Harmon, Lee Hazen, Sidney Lazard, Ivar Stakgold, Charles Solomon CNG)                                               |
| 1961 | Buenos Aires, Argentina | 4                       | Italia (Massimo d'Alelio, Walter Avarelli, Giorgio Belladonna, Eugenio Chiaradia, Pietro Forquet, Benito Garozzo, Carl' Alberto Perroux CNG)                  |
| 1961 | Buenos Aires, Argentina | 4                       | Norteamérica (John Gerber, Paul Hodge, Norman Kay, Peter Leventritt, Howard Schenken, Sidney Silodor, Frank Westcott CNG)                                     |
| 1962 | Nueva York, USA         | 4                       | Italia (Massimo d'Alelio, Walter Avarelli, Giorgio Belladonna, Eugenio Chiaradia, Pietro Forquet, Benito Garozzo, Carl' Alberto Perroux CNG)                  |
| 1962 | Nueva York, USA         | 4                       | Norteamérica (Charles Coon, Mervin Key, Lewis Mathe, Eric Murray, G. Robert Nail, Ron von der Porten, John Gerber CNG)                                        |
| 1963 | Saint-Vincent, Italia   | 4                       | Italia (Massimo d'Alelio, Giorgio Belladonna, Eugenio Chiaradia, Pietro Forquet, Benito Garozzo, Camillo Pabis-Ticci, Carl' Alberto Perroux CNG)              |
| 1963 | Saint-Vincent, Italia   | 4                       | Norteamérica (Jim Jacoby, Robert Jordan, Peter Leventritt, G. Robert Nail, Arthur Robinson, Howard Schenken, John Gerber CNG)                                 |
| 1965 | Buenos Aires, Argentina | 4                       | Italia (Massimo d'Alelio, Walter Avarelli, Giorgio Belladonna, Pietro Forquet, Benito Garozzo, Camillo Pabis-Ticci, Sergio Osella CNG)                        |
| 1965 | Buenos Aires, Argentina | 4                       | Norteamérica (B. Jay Becker, Ivan Erdos, Dorothy Hayden, Peter Leventritt, Kelsey Petterson, Howard Schenken, John Gerber CNG)                                |
| 1966 | Saint-Vincent, Italia   | 5                       | Italia (Massimo d'Alelio, Walter Avarelli, Giorgio Belladonna, Pietro Forquet, Benito Garozzo, Camillo Pabis-Ticci, Carl' Alberto Perroux CNG)                |
| 1966 | Saint-Vincent, Italia   | 5                       | Norteamérica (Phil Feldesman, Bob Hamman, Sami Kehela, Lewis Mathe, Eric Murray, Ira Rubin, Julius Rosenblum CNG)                                             |
| 1967 | Miami, USA              | 5                       | Italia (Massimo d'Alelio, Walter Avarelli, Giorgio Belladonna, Pietro Forquet, Benito Garozzo, Camillo Pabis-Ticci, Guido Barbone CNG)                        |
| 1967 | Miami, USA              | 5                       | Norteamérica (Edgar Kaplan, Norman Kay, Sami Kehela, Eric Murray, William Root, Alvin Roth, Julius Rosenblum CNG)                                             |
| 1969 | Río de Janeiro, Brasil  | 5                       | Italia (Massimo d'Alelio, Walter Avarelli, Giorgio Belladonna, Eugenio Chiaradia, Pietro Forquet, Benito Garozzo, Camillo Pabis-Ticci, Angelo Tracanella CNG) |
| 1969 | Río de Janeiro, Brasil  | 5                       | Taiwan (Frank Huang, Patrick Huang, C.S. Shen, K.W. Shen, Kovit Suchartkul, Min-Fan Tai, C.C. Wei CNG)                                                        |
| 1970 | Estocolmo, Suecia       | 5                       | Norteamérica (Billy Eisenberg, Bobby Goldman, Bob Hamman, Jim Jacoby, Michael Lawrence, Bobby Wolff, Oswald Jacoby CNG)                                       |
| 1970 | Estocolmo, Suecia       | 5                       | Taiwan (Conrad Cheng, Elmer Hsiao, Patrick Huang, Harry Lin, Min-Fan Tai, David Mao CNG)                                                                      |
| 1971 | Taipéi, Taiwán          | 6                       | USA (Billy Eisenberg, Bobby Goldman, Bob Hamman, Jim Jacoby, Michael Lawrence, Bobby Wolff, Oswald Jacoby CNG)                                                |
| 1971 | Taipéi, Taiwán          | 6                       | Francia (Jean-Michel Boulenger, Pierre Jaïs, Jean-Marc Roudinesco, Jean-Louis Stoppa, Henri Szwarc, Roger Trezel, René Huni CNG)                              |
| 1973 | Guarujá, Brasil         | 5                       | Italia (Giorgio Belladonna, Benito Bianchi, Pietro Forquet, Giuseppe Garabello, Benito Garozzo, Vito Pittalà, Sandro Salvetti CNG)                            |
| 1973 | Guarujá, Brasil         | 5                       | USA (Mark Blumenthal, Bobby Goldman, Bob Hamman, Jim Jacoby, Michael Lawrence, Bobby Wolff, Ira G. Corn Jr. CNG)                                              |
| 1974 | Venecia, Italia         | 6                       | Italia (Giorgio Belladonna, Benito Bianchi, Dano de Falco, Pietro Forquet, Arturo Franco, Benito Garozzo, Sandro Salvetti CNG)                                |
| 1974 | Venecia, Italia         | 6                       | USA (Mark Blumenthal, Bobby Goldman, Bob Hamman, Sami Kehela, Eric Murray, Bobby Wolff, Ira G. Corn Jr. CNG)                                                  |
| 1975 | Southampton, Bermuda    | 5                       | Italia (Giorgio Belladonna, Gianfranco Facchini, Arturo Franco, Benito Garozzo, Vito Pittalà, Sergio Zucchelli, Sandro Salvetti CNG)                          |
| 1975 | Southampton, Bermuda    | 5                       | USA (Billy Eisenberg, Bob Hamman, Edwin Kantar, Paul Soloway, John Swanson, Bobby Wolff, Alfred Sheinwold CNG)                                                |
| 1976 | Montecarlo, Mónaco      | 6                       | USA (Billy Eisenberg, Fred Hamilton, Eric Paulsen, Hugh Ross, Ira Rubin, Paul Soloway, Dan Morse CNG)                                                         |
| 1976 | Montecarlo, Mónaco      | 6                       | Italia (Giorgio Belladonna, Pietro Forquet, Arturo Franco, Benito Garozzo, Vito Pittalà, Antonio Vivaldi, Sandro Salvetti CNG)                                |
| 1977 | Manila, Filipinas       | 6                       | USA (Billy Eisenberg, Edwin Kantar, Bob Hamman, Paul Soloway, John Swanson, Bobby Wolff, Roger Stern CNG)                                                     |
| 1977 | Manila, Filipinas       | 6                       | USA Aces (Fred Hamilton, Mike Passell, Eric Paulsen, Hugh Ross, Ira Rubin, Ron von der Porten, Jerome Silverman CNG)                                          |
| 1979 | Río de Janeiro, Brasil  | 6                       | USA (Malcolm Brachman, Billy Eisenberg, Bobby Goldman, Edwin Kantar, Mike Passell, Paul Soloway, Ed Theus CNG)                                                |
| 1979 | Río de Janeiro, Brasil  | 6                       | Italia (Giorgio Belladonna, Dano de Falco, Arturo Franco, Benito Garozzo, Lorenzo Lauria, Vito Pittalà, Sandro Salvetti CNG)                                  |
| 1981 | Nueva York, USA         | 7                       | USA (Russ Arnold, Robert Levin, Jeff Meckstroth, Bud Reinhold, Eric Rodwell, John Solodar, Tom Sanders CNG)                                                   |
| 1981 | Nueva York, USA         | 7                       | Pakistan (Nishat Abedi, Nisar Ahmed, Munir Ata-Ullah, Jan-e-Alam Fazli, Zia Mahmood, Masood Salim, Sattar Cochinwala CNG)                                     |
| 1983 | Estocolmo, Suecia       | 10                      | USA (Michael Becker, Bob Hamman, Ron Rubin, Alan Sontag, Peter Weichsel, Bobby Wolff, Joe Musumeci CNG)                                                       |
| 1983 | Estocolmo, Suecia       | 10                      | Italia (Giorgio Belladonna, Dano de Falco, Arturo Franco, Benito Garozzo, Lorenzo Lauria, Carlo Mosca, Filippo Palma CNG)                                     |
| 1985 | São Paulo, Brasil       | 10                      | USA (Bob Hamman, Chip Martel, Peter Pender, Hugh Ross, Lew Stansby, Bobby Wolff, Alfred Sheinwold CNG)                                                        |
| 1985 | São Paulo, Brasil       | 10                      | Austria (Heinrich Berger, Kurt Feichtinger, Jan Fucik, Wolfgang Meinl, Karl Rohan, Franz Terraneo, Franz Baratta CNG)                                         |
| 1987 | Ocho Ríos, Jamaica      | 10                      | USA (Bob Hamman, Michael Lawrence, Chip Martel, Hugh Ross, Lew Stansby, Bobby Wolff, Dan Morse CNG)                                                           |
| 1987 | Ocho Ríos, Jamaica      | 10                      | Gran Bretaña (John Armstrong, Raymond Brock, Jeremy Flint, Tony Forrester, Graham Kirby, Robert Sheehan, Tony Priday CNG)                                     |
| 1989 | Perth, Australia        | 10                      | Brasil (Marcelo Branco, Pedro Paulo Branco, Carlos Camacho, Gabriel Chagas, Ricardo Janz, Roberto de Mello, Pedro Paulo Assumpcão CNG)                        |
| 1989 | Perth, Australia        | 10                      | USA (Michael Lawrence, Chip Martel, Peter Pender, Hugh Ross, Lew Stansby, Kit Woolsey, Dan Morse CNG)                                                         |
| 1991 | Yokohama, Japón         | 16                      | Islandia (Gudmundur Pall Arnarson, Orn Arnthorsson, Jon Baldursson, Gudlaugur Johannsson, Thorlakur Jonsson, Adalsteinn Jorgensen, Bjorn Eysteinsson CNG)     |
| 1991 | Yokohama, Japón         | 16                      | Polonia (Cezary Balicki, Piotr Gawrys, Krzysztof Lasocki, Krzystof Martens, Marek Szymanowski, Adam Zmudzinski, Andrzej Orlow CNG)                            |
| 1993 | Santiago, Chile         | 16                      | Holanda (Wubbo de Boer, Peter Jansen, Enri Leufkens, Bauke Muller, Jan Westerhof, Berry Westra, Jaap Trouwborst CNG, Henk Schippers CNG)                      |
| 1993 | Santiago, Chile         | 16                      | Noruega (Terje Aa, Glenn Grøtheim, Geir Helgemo, Tor Helness, Arild Rasmussen, Jon Sveindal, Runar Lillevik CNG)                                              |
| 1995 | Pekín, China            | 16                      | USA (Richard Freeman, Bob Hamman, Jeff Meckstroth, Nick Nickell, Eric Rodwell, Bobby Wolff, Edgar Kaplan CNG)                                                 |
| 1995 | Pekín, China            | 16                      | Canada (Boris Baran, Fred Gitelman, Eric Kokish, George Mittelman, Mark Molson, Joey Silver, Irving Litvack CNG)                                              |
| 1997 | Hammamet, Túnez         | 18                      | Francia (Paul Chemla, Alain Levy, Christian Mari, Hervé Mouiel, Franck Multon, Michel Perron, Jean-Louis Stoppa CNG)                                          |
| 1997 | Hammamet, Túnez         | 18                      | USA II (Richard Freeman, Bob Hamman, Jeff Meckstroth, Nick Nickell, Eric Rodwell, Bobby Wolff, Walter Walvick CNG)                                            |
| 2000 | Southampton, Bermuda    | 20                      | USA (Richard Freeman, Bob Hamman, Jeff Meckstroth, Nick Nickell, Eric Rodwell, Paul Soloway, Sidney Lazard CNG                                                |
| 2000 | Southampton, Bermuda    | 20                      | Brasil (Marcelo Branco, João-Paulo Campos, Gabriel Chagas, Ricardo Janz, Roberto de Mello, Miguel Villas-Boas, Pedro Paulo Assumpcão CNG)                     |
| 2001 | París, Francia          | 18                      | USA II (Kyle Larsen, Chip Martel, Rose Meltzer, Alan Sontag, Lew Stansby, Peter Weichsel, Jan Martel CNG)                                                     |
| 2001 | París, Francia          | 18                      | Noruega (Terje Aa, Boye Brogeland, Glenn Grøtheim, Geir Helgemo, Tor Helness, Erik Sælensminde, Einar Asbjørn Brenne CNG)                                     |
| 2003 | Montecarlo, Mónaco      | 22                      | USA I (Richard Freeman, Bob Hamman, Jeff Meckstroth, Nick Nickell, Eric Rodwell, Paul Soloway, Sidney Lazard CNG)                                             |
| 2003 | Montecarlo, Mónaco      | 22                      | Italia (Norberto Bocchi, Giorgio Duboin, Fulvio Fantoni, Lorenzo Lauria, Claudio Nunes, Alfredo Versace, Maria Teresa Lavazza CNG)                            |
| 2005 | Estoril, Portugal       | 22                      | Italia (Norberto Bocchi, Giorgio Duboin, Fulvio Fantoni, Lorenzo Lauria, Claudio Nunes, Alfredo Versace, Maria Teresa Lavazza CNG)                            |
| 2005 | Estoril, Portugal       | 22                      | USA I (Richard Freeman, Bob Hamman, Jeff Meckstroth, Nick Nickell, Eric Rodwell, Paul Soloway, Sidney Lazard CNG)                                             |
| 2007 | Shanghái, China         | 22                      | Noruega (Boye Brogeland, Glenn Grøtheim, Geir Helgemo, Tor Helness, Erik Saelensminde, Ulf Tundal)                                                            |
| 2007 | Shanghái, China         | 22                      | USA I (Steve Garner, George Jacobs, Ralph Katz, Zia Mahmood, Michael Rosenberg, Howard Weinstein)                                                             |

- Datos: Q2037199
- Multimedia: Bermuda Bowl / Q2037199